# Stivhåret hønsetarm
Stivhåret hønsetarm (Cerastium brachypetalum) er en plante i Nellike-familien (Caryophyllaceae).

## Beskrivelse
Stivhåret hønsetarm er en et- eller toårig urteagtig vækst som bliver 5 til 30 cm høj. Stilken og bladene har en grågrøn farve og er dækket med forholdsvis lange grå hår. Bladene er ovale. Blomsterstanden med hvide blomster er meget sparsom, hvis bare de øvre blomster sidder lidt tættere tæt på hinanden. Blomstringstiden ligger mellem april og juni.
Frugten er en kapsel.

## Udbredelse og habitater
Væksten forekommer fra det sydlige Skandinavien til Sydeuropa. Mod øst strækker udbredelsesområdet sig til Rusland, andre lande ved Kaukasus og Anatolien.
Stivhåret hønsetarm findes normalt i mindre grupper på tørre enge ved siden af veje, på skråninger eller i fjeldsprækker med jord. Væksten foretrækker tørvarme steder med ikke alt for næringsrigt kalkholdigt ler eller løssjord.
Bestanden i Danmark er i tilbagegang og den regnet som en truet art på den danske rødliste.